# Philippe Soupault

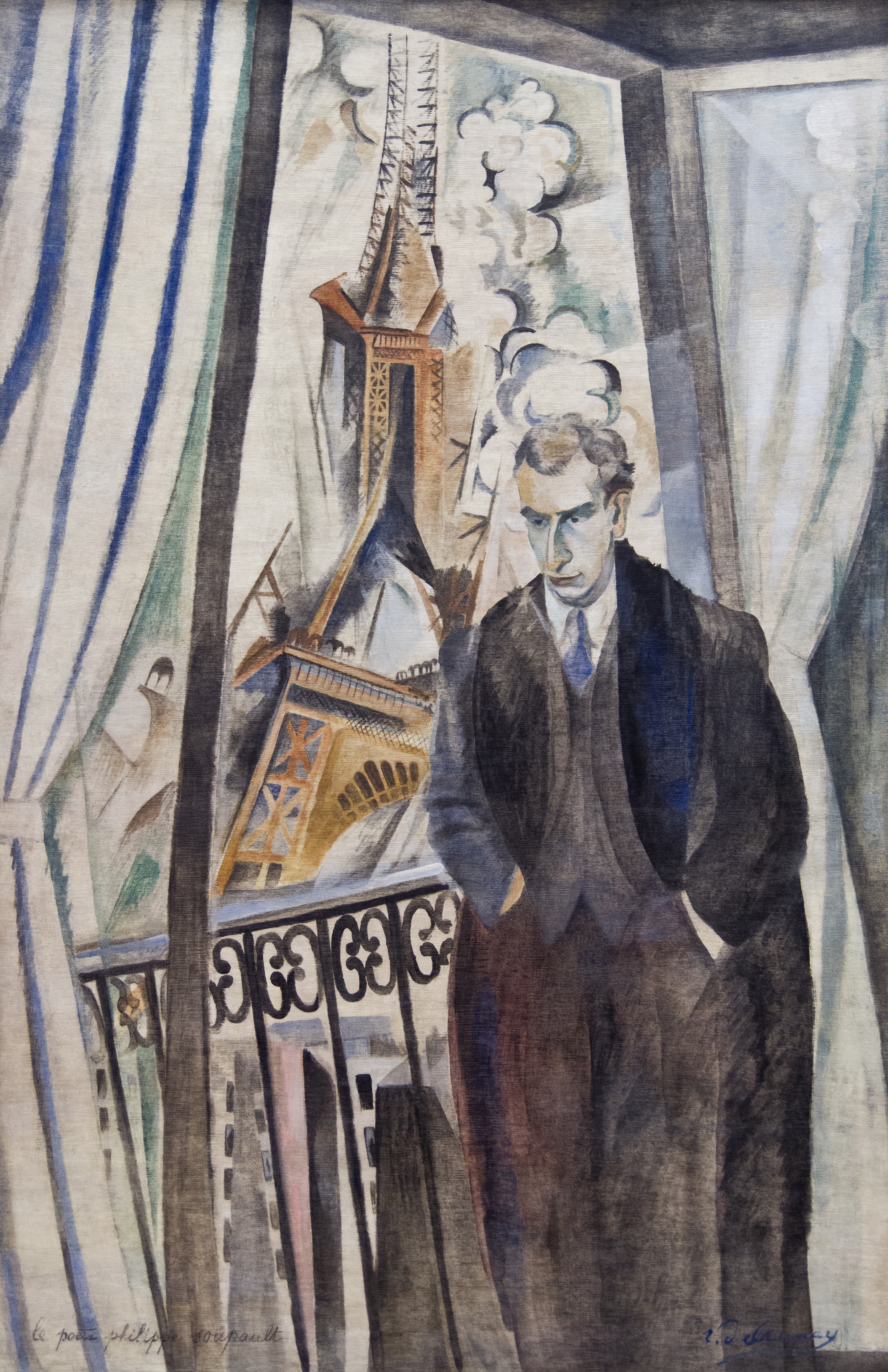
Portretul scriitorului Philippe Soupault realizat de Robert Delaunay (1922)

Philippe Soupault (n. 2 august 1897, Chaville, Seine-et-Oise, Franța – d. 12 martie 1990, Paris, Île-de-France, Franța) a fost scriitor, poet, nuvelist, critic și teoretician literar, libretist de operă și activist politic francez. A fost activ în perioada artistică Dada și apoi a participat cu contribuții valoroase, alături de André Breton, la fondarea mișcării artistice a suprarealismului, fiind considerat, alături de Breton și Aragon, unul din teoreticienii acestei mișcări artistice.
De altfel, Soupault a inițiat, la Paris, în 1919, revista avangardistă  Littérature, împreună cu scriitorii Breton și Louis Aragon, care constituie, pentru foarte mulți observatori ai fenomenului literar (și general artistic) respectiv, începuturile clare ale „Surrealism”-ului. Prima carte din categoria numită de scriitură automată, cunoscuta Les Champs magnétiques (1920), a fost scrisă, în colaborare, de Soupault și Breton.

## Biografie

### Familie
Philippe era cel de-al treilea copil al doctorului Maurice Soupault, gastroenterolog, medic la spitalele din Paris, totodată un om bogat, proprietar de pământ din Beauce, și al lui Cécile Dancongnée, fiica lui Victor Léon Dancongnée, un faimos avocat al Consiliului de Stat a cărui familie din Puy-en-Velay făcuse avere din dantelă..
Sora mamei sale, Louise, s-a căsătorit cu Fernand Renault, fratele mai mare al lui Louis Renault, fondatorul companiei de autovehicule Renault. Philippe Soupault avea să-l judece foarte dur pe unchiul său prin căsătorie, descriindu-l în Le Grand Homme ou Histoire d'un Blanc..
Este, de asemenea, unchiul lui Olivier Sabouraud și Brigitte Sabouraud, care este un cântăreț și compozitor francez și co-fondator al cabaretului L'Écluse.
A fost tatăl a două fiice: Nicole (1920-1988), din prima căsătorie (1918) cu Suzanne Pillard Verneuil (1895-1980), și Christine care, a fost născută din a doua căsătorie (1923) cu Marie-Louise Le Borgne (1894-1955), care s-a căsătorit cu arhitectul Paul Chemetov.

### RevistaLes Écrits nouveaux
În 1922, Soupault a fost rugat să „reinventeze” revista literară Les Écrits nouveaux, ceea ce a și făcut-o. Pentru a asigura o prezență literară solidă, precum și dorita continuitate, a reorganizat administrativ revista realizând un corp editorial corespunzător.

### „Etapa William Blake”

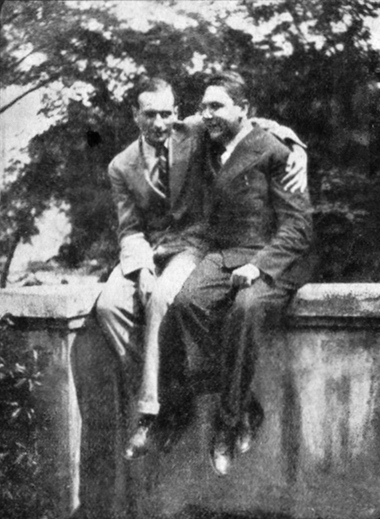
Soupault și scriitorul ceh Nezval (1900 - 1958) la Praga în 1928

În 1927, cu ajutorul soției sale de atunci, Marie-Louise, Soupault a tradus în limba franceză volumul de poezii Songs of Innocence and of Experience – Cântece de inocență și experiență – ale complexului artist vizual și poet englez William Blake, reconsiderat postum ca o figură remarcabilă a romantismului. În anul următor, Soupault a publicat o monografie a englezului, al cărui leitmotiv era „genialitatea” lui William Blake, a cărui întreagă operă ar fi anticipat (conform criticului literar francez), cu peste un secol, mișcarea literară a suprarealismului.

### „Etapa Ré”
În 1933, la o recepție de la Ambasada Sovietică din Paris, Soupault a întâlnit pe fotografa francezo-germană Ré Richter (numele de artist vizual al fotografie Meta Erna Niemeyer), și au decis să facă un reportaj de călătorie împreună. Fotografiile lui Ré Richter, realizate cu un aparat de fotografiat Rolleiflex de 6x6, urmau să fie publicate alături de textele literare ale lui Philippe Soupault. În anii următori, cei doi au continuat a „explora lumea” în același mod, călătorind în Germania, Elveția, Anglia, Scandinavia și Tunisia. S-au căsătorit în 1937 și s-au despărțit după încheierea războiului; el s-a mutat înapoi în Europa, iar ea a rămas la New York pentru ceva timp.

### „Etapa Radio Tunis”
Sub directoratul lui Soupault, timp de trei ani (din 1937 până în 1940), Radio Tunis a fost singura „voce” din arealul francofon (și, implicit, al Franței), care s-a opus nazificării „Hexagonului.” Arestat de regimul pro-Vichy (în 1940), și apoi încarcerat în Tunisia, în timpul celui de-al Doilea Război Mondial, Soupault și soția sa au reușit să evadeze, la început, în Alger, de unde au ajuns ulterior în Statele Unite, unde lui i s-a oferit o poziție academică la colegiul universitar Swarthmore College. La terminarea războiului, s-a întors singur în Franța, în octombrie 1945. Ré decisese să rămână în New York City.

## Operă literară
Opera sa literară cuprinde masive volume de poezii, precum sunt Aquarium – Acvariu (1917) și Rose des vents – Roza vânturilor (la Editura Compass Card) (1920), precum și romanul Les Dernières Nuits de Paris – Ultimle nopți ale Parisului (1928).